# Țuțcanii din Vale, Neamț
Țuțcanii din Vale este un sat în comuna Bahna din județul Neamț, Moldova, România.